# Kaarina Aho

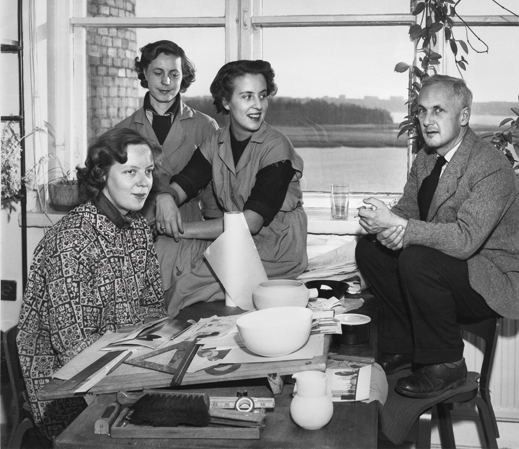
Arabias designteam: Kaarina Aho (t.v.), Saara Hopea, Ulla Procopé samt Kaj Franck.

Kaarina Aho, född 28 januari 1925, död 23 september 1990 i Helsingfors, var en finländsk keramiker.
Kaarina Aho var sondotter till Venny Soldan-Brofeldt. Hon var 1946–1960 formgivare vid Arabia, där hon främst ritade servisgods med en enkel, stilren formgivning. Från 1965 drev hon en egen keramikverkstad i Helsingfors.